# Pseudoanthidium variabile
Pseudoanthidium variabile is een vliesvleugelig insect uit de familie Megachilidae. De wetenschappelijke naam van de soort is voor het eerst geldig gepubliceerd in 1980 door Pasteels.